# Seis de Octubre, Coahuila
Seis de Octubre är en ort i Mexiko.   Den ligger i kommunen Francisco I. Madero och delstaten Coahuila, i den centrala delen av landet, 800 km nordväst om huvudstaden Mexico City. Seis de Octubre ligger 1 114 meter över havet och antalet invånare är 2 053.
Terrängen runt Seis de Octubre är platt åt nordväst, men åt sydost är den kuperad. Runt Seis de Octubre är det glesbefolkat, med 9 invånare per kvadratkilometer. Närmaste större samhälle är Coyote, 8,9 km sydväst om Seis de Octubre. Trakten runt Seis de Octubre består till största delen av jordbruksmark.